# Szelment
Szelment – (lit. Šelmentas) osada w Polsce położona w województwie podlaskim, w powiecie suwalskim, w gminie Szypliszki.
W latach 1975–1998 miejscowość administracyjnie należała do województwa suwalskiego. W Szelmencie znajdują się wyciągi narciarskie.